# McDonald's na Rússia
Entre 1990 a 2022, a rede americana de fast food McDonald's operou e franqueou restaurantes McDonald's na Rússia.
Após 14 anos de planejamento e negociações, o presidente do McDonald's Canadá, George Cohon, foi autorizado a abrir o primeiro McDonald's na Rússia pelo governo soviético em 1990. A entrada da icónica marca americana no país foi vista como um símbolo das reformas económicas e políticas em curso na União Soviética. As operações da empresa no país desenvolveram-se ainda mais após o colapso da URSS no ano seguinte, com as décadas que se seguiram vendo uma expansão massiva na Rússia. Em 2022, 84% dos locais eram de propriedade corporativa (por meio de suas empresas operacionais russas McDonald's LLC) (em russo:  ООО «Макдоналдс») e CJSC Moscow-McDonald's (em russo:  ЗАО «Москва-Макдоналдс»), sendo o restante propriedade de franqueados.
Devido à invasão da Ucrânia pela Rússia em 2022, o McDonald's suspendeu temporariamente todas as operações no país no dia 8 de março. Em maio, a empresa anunciou que venderia todos os seus restaurantes na Rússia, que foram rebatizados como Vkusno i tochka. A entidade legal para as duas marcas ("McDonalds" e "Vkusno i tochka") na Rússia permanece a mesma desde 1996.

## História

### Contexto
Os Jogos Olímpicos de Verão de 1980 em Moscou seriam abertos aos turistas ocidentais, mas a cidade não tinha estabelecimentos de fast food para atender os visitantes. A Associated Press informou que "isso significa que as refeições serão feitas em restaurantes adequados de Moscou. O jantar ou o almoço podem levar horas e o serviço e a comida variam muito". A partir de 1976, o McDonald's do Canadá tentou abrir dois restaurantes portáteis durante os Jogos, perto do Estádio Luzhniki, o local principal. Apesar das críticas à rede na revista soviética The New Times, o plano foi quase finalizado com o Comitê Organizador dos Jogos de Moscou. No outono de 1979, o prefeito de Moscou, Vladimir Promyslov, vetou o plano, apesar de permitir "centenas" de outras empresas ocidentais como fornecedoras oficiais.

### Planos de entrada

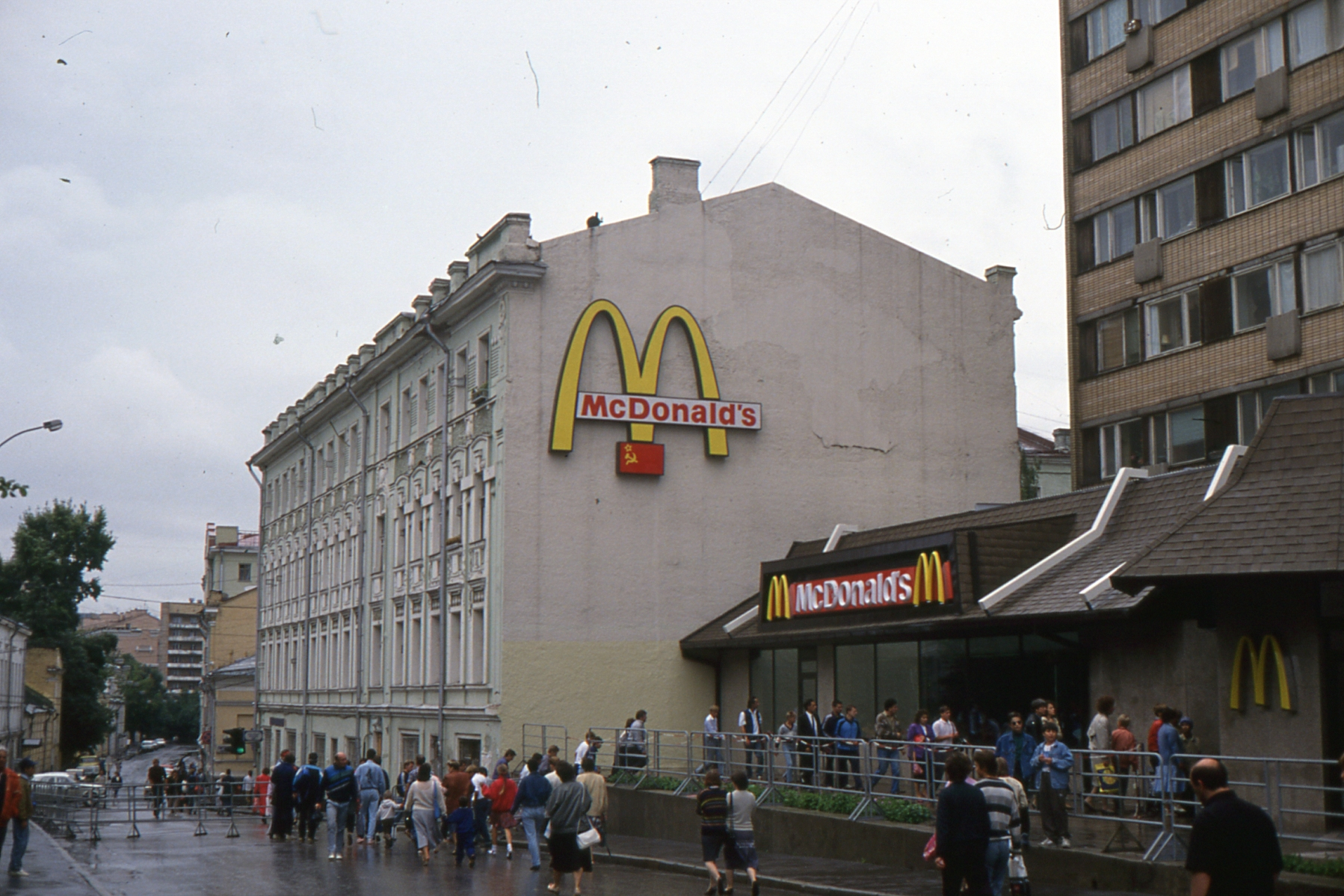
O primeiro McDonald's russo na Praça Pushkin, em Moscou, retratado em 1991

O presidente do McDonald's do Canadá, George Cohon, pretendia experimentar o mercado novamente e foi autorizado a liderar o projeto pela empresa-mãe.
Os planos foram tornados públicos em novembro de 1987, por Cohon, imediatamente após a assinatura de dois acordos preliminares com a Câmara Municipal. Embora os funcionários fossem soviéticos, 50 a 75 funcionários russo-canadenses ou russo-britânicos seriam contratados para serem realocados. Cohon enfrentou ceticismo. Alguns sugeriram que o atraso foi causado pela inconsistência na qualidade em meio à escassez de carne na União Soviética.
O primeiro McDonald's do país teve uma grande inauguração na Praça Pushkin, em Moscou, em 31 de janeiro de 1990, com aproximadamente 38.000 clientes esperando por horas em longas filas, quebrando recordes da empresa na época. Em 1997, havia 21 locais da rede russa. Cohon visitou o país com frequência, com oito visitas em 1997. A rede esperava abrir 30 restaurantes em 1998.
Em janeiro de 2020, para comemorar o 30º aniversário de sua inauguração, o primeiro McDonald's russo na Praça Pushkin , em Moscou, foi redesenhado pela Landini Associates. Devido à pandemia de COVID-19, a renovação exterior não foi concluída até 2021.

### Invasão russa da Ucrânia
No início da invasão russa da Ucrânia, o McDonald's tinha mais de 800 restaurantes em toda a Rússia, com um total de 62.000 funcionários, “centenas” de fornecedores e milhões de clientes diários.
Após sofrer pressão nas redes sociais, o McDonald's anunciou em 8 de março que iria suspender temporariamente as suas operações na Rússia enquanto continuaria a pagar aos seus funcionários baseados na Rússia. Um repórter da BBC, que assistiu ao encerramento do primeiro McDonald's em Moscou, afirmou que o clima era solene, com as pessoas a aglomerarem-se para testemunhar o evento, e também foi "extremamente simbólico", já que a abertura da primeira loja foi "quando as cortinas de ferro foram desmoronando e a Rússia estava abraçando o Ocidente." A Reuters também enfatizou que tinha uma importância simbólica como símbolo da prosperidade do capitalismo americano em meio ao colapso do sistema soviético. Na Rússia, as casas do Instituto Ronald McDonald foram originalmente concebidas para permanecerem ativas.

### Desligamento, substituição e consequências
No anúncio do fechamento, o presidente da Duma Estatal, Vyacheslav Volodin, foi citado como tendo dito "O McDonald's anunciou que está fechando. Bem, ótimo, feche! Amanhã não haverá McDonald's, mas Tio Vanya's." Uma marca registrada foi registrada com esse nome, usando os Arcos Dourados ao lado com uma linha. O McDonald's tem uma opção de 15 anos para comprar de volta seus antigos restaurantes da nova rede russa.
O empresário Alexander Gorov adquiriu os ativos da rede e substituiu a marca como Vkusno i tochka ("Simplesmente Delicioso"). Os restaurantes oferecem substituições para todos os itens do menu.
Em novembro de 2022, o McDonald's anunciou que devido a "extensos problemas de fornecimento local", seu licenciado na vizinha Bielorrússia deixaria de operar com seu nome, e os restaurantes foram rebatizados como Vkusno i tochka.